# Ropica fuscobiplagiatipennis
Ropica fuscobiplagiatipennis là một loài bọ cánh cứng trong họ Cerambycidae.